# Cutandia dichotoma
Cutandia dichotoma là một loài thực vật có hoa trong họ Hòa thảo. Loài này được (Forssk.) Trab. mô tả khoa học đầu tiên năm 1895.